# Nothing Better
Nothing Better è un album in studio di John Du Cann con alcuni membri del gruppo Status Quo, pubblicato nel 1992 per l'etichetta discografica Repertoire Records, e co-prodotto dal chitarrista e cantante del Status Quo Francis Rossi. Inciso nel 1977, l'album è stato pubblicato nel 1992.

## Tracce CD
1. Nothing Better - 3:23 - (J. Du Cann)
2. Old Fashioned Fantasy - 2:33 - (J. Du Cann)
3. Such ATerrible Shame - 2:34 - (J. Du Cann)
4. A Night To Remember - 3:00 - (J. Du Cann)
5. So Where's The Show - 2:25 - (J. Du Cann)
6. Oh She Oh She's My Woman - 2:31 - (J. Du Cann)
7. People In The Street - 2:28 - (J. Du Cann)
8. Evil Woman - 2:42 - (J. Du Cann)
9. Talk Talk Talk- 2:24 - (J. Du Cann)
10. The Failure - 2:51 - (J. Du Cann)
11. Making Promises - 2:58 - (J. Du Cann)
12. Let Me Go - Let Me Go - 2:22 - (J. Du Cann)
13. Evil Woman (version 2) - 2:41 - (J. Du Cann)
14. Fascination Is Templation - 2:22 - (J. Du Cann)

## Formazione
- Kevin Borich (chitarra, voce)
- Francis Rossi (membro degli Status Quo) (chitarra
- Pete Kircher (membro degli Status Quo) (percussioni)
- Andy Bown (membro degli Status Quo) (tastiere)
- John McCoy (basso)